# Topologische projektive Ebene
Eine topologische projektive Ebene ist eine projektive Ebene, auf deren Punkt- und Geradenmenge je eine Topologie so erklärt ist, dass die Bildung des Schnittpunktes von zwei Geraden und die Bildung der Verbindungsgeraden stetige Operationen sind. Zusätzlich soll die Topologie der Punktmenge nicht indiskret sein. Bereits aus diesen schwachen Voraussetzungen folgen recht starke Trennungseigenschaften.

## Geschichte
Bereits Anfang der 1930er Jahre hat Andrei Nikolajewitsch Kolmogorow den Begriff der topologischen Ebene verwendet, um sein unten beschriebenes, wichtiges Resultat zu beweisen. Dies wurde anscheinend damals außerhalb der Sowjetunion kaum zur Kenntnis genommen.
Von den Grundlagen der Geometrie herkommend und durch Ideen aus der Theorie angeordneter und topologischer Körper angeregt, sind dann in den 1950er Jahren die ersten breiteren Untersuchungen über topologische projektive Ebenen entstanden (zum Beispiel durch Oswald Wyler und L. A. Skornjakow). Danach wurde eine umfangreiche Theorie dieser Ebenen durch Helmut Salzmann und seine Schüler entwickelt.
In den 1960er Jahren wurde das Konzept von Sibylla Crampe und anderen auf Schließungssätze angewandt.

## Definitionen und Schreibweisen
Es sei {\displaystyle \mathbb {P} =({\mathcal {P}},{\mathcal {G}},\operatorname {I} )} eine projektive Ebene, {\displaystyle {\mathcal {P}}\cap {\mathcal {G}}=\emptyset }, {\displaystyle T_{\mathcal {P}}\subseteq 2^{\mathcal {P}},T_{\mathcal {G}}\subseteq 2^{\mathcal {G}}} seien Systeme von Teilmengen der Punktmenge {\displaystyle {\mathcal {P}}} bzw. Geradenmenge {\displaystyle {\mathcal {G}}}. Für Verbindung und Schnitt werden die folgenden Schreibweisen vereinbart:
{\displaystyle \sqcup :{\mathcal {P}}\times {\mathcal {P}}\setminus \{(P,P)\in {\mathcal {P}}\times {\mathcal {P}}\}\rightarrow {\mathcal {G}}\colon (P,Q)\mapsto P\sqcup Q:=g\Leftrightarrow (P\operatorname {I} g)\land (Q\operatorname {I} g)}
{\displaystyle \sqcap :{\mathcal {G}}\times {\mathcal {G}}\setminus \{(g,g)\in {\mathcal {G}}\times {\mathcal {G}}\}\rightarrow {\mathcal {P}}\colon (g,h)\mapsto g\sqcap h:=P\Leftrightarrow (P\operatorname {I} g)\land (P\operatorname {I} h)}
Dann heißt {\displaystyle (\mathbb {P} ,T_{\mathcal {P}},T_{\mathcal {G}})} topologische projektive Ebene, wenn die nachfolgenden Bedingungen erfüllt sind:
1. {\displaystyle ({\mathcal {P}},T_{\mathcal {P}})} und {\displaystyle ({\mathcal {G}},T_{\mathcal {G}})} sind topologische Räume.
2. Die Operation {\displaystyle \sqcup } ist stetig bezüglich der Produkttopologie auf {\displaystyle ({\mathcal {P}},T_{\mathcal {P}})} und
3. Die Operation {\displaystyle \sqcap } ist stetig bezüglich der Produkttopologie auf {\displaystyle ({\mathcal {G}},T_{\mathcal {G}})}.
4. Die Topologie auf dem Punktraum ist nicht die indiskrete Topologie, das heißt: Es existiert eine offene Punktmenge außer der leeren Menge und {\displaystyle {\mathcal {P}}}.

Man schreibt für die Umgebungsfilterabbildung sowohl für Punkte als auch Geraden {\displaystyle \Omega }, man definiert also:
{\displaystyle \Omega \colon ({\mathcal {P}}\cup {\mathcal {G}})\rightarrow {T_{\mathcal {P}}}\cup {T_{\mathcal {G}}}\colon \quad \xi \mapsto \Omega (\xi )=\{U|(\xi \in U)\land \left((U\in T_{\mathcal {P}})\lor (U\in T_{\mathcal {G}})\right)\}}
Die zweite Bedingung lässt sich dann ausführlicher so formulieren: Zu verschiedenen Punkten {\displaystyle A,B} und jeder offenen Geradenmenge {\displaystyle U_{0}\in \Omega (A\sqcup B)} gibt es offene Punktmengen {\displaystyle U_{1}\in \Omega (A),U_{2}\in \Omega (B)}, so dass aus {\displaystyle X\in U_{1},Y\in U_{2},X\neq Y} stets {\displaystyle (X\sqcup Y)\in U_{0}} folgt. Die dritte Bedingung lässt sich dual dazu ausformulieren. Dass die zur vierten duale Aussage in jeder topologischen Ebene gilt, folgt aus wesentlich stärkeren Aussagen, die im nächsten Abschnitt dargestellt werden.

## Eigenschaften

Perspektive Zuordnung einer Punktreihe zu einem Büschel. Diese Abbildung ist in einer topologischen projektiven Ebene samt ihrer Umkehrung stetig.

In einer topologischen projektiven Ebene gilt:
- Die perspektive Zuordnung einer Punktreihe (der Menge der Punkte auf einer Geraden {\displaystyle a\in {\mathcal {G}}}) zu einem Büschel (der Menge der Geraden durch einen Punkt {\displaystyle Z\in {\mathcal {P}};\;\neg (Z\operatorname {I} a)}) ist ein Homöomorphismus.[10]
- Je zwei Punktreihen sind zueinander homöomorph.
- Die Topologie der Ebene ist genau dann diskret, wenn die auf einer Punktreihe induzierte Topologie diskret ist.[11]
- Die Punktmenge einer affinen Ebene {\displaystyle A_{g}={\mathcal {P}}\setminus \{P|P\operatorname {I} g\;\};\;(g\in {\mathcal {G}})} ist homöomorph zum topologischen Produkt einer affinen Punktreihe mit sich selbst.[12][4][13]
- Jede Punktreihe und jede einelementige Punktmenge ist abgeschlossen (im topologischen Raum der Punkte).[12][14]

Damit ist die Punktmenge ein {\displaystyle T_{0}}- oder Kolmogoroff-Raum. Es folgt daraus auch, dass die Topologie diskret sein muss, falls die Ebene endlich ist.
- Die Punktmenge und die Geradenmenge der Ebene sind reguläre Räume.[12][4]

Damit erfüllen sie, da sie auch {\displaystyle T_{0}} erfüllen, zusätzlich {\displaystyle T_{1},T_{2},T_{3}} und sind Hausdorff-Räume.
- Der Punktraum der Ebene ist entweder zusammenhängend oder nirgends zusammenhängend. Die gleiche Alternative gilt für eine Punktreihe, affine Punktreihe und die Punktmenge einer affinen Ebene, jeder dieser Teilräume ist genau dann zusammenhängend wenn es der ganze Punktraum ist.[12][15]
- Die lokale Kompaktheit der gesamten Punktmenge, einer Punktreihe, einer affinen Punktreihe und die der Punktmenge einer affinen Ebene sind gleichwertig: Entweder sind alle diese Räume lokalkompakt oder keiner.[16]
- Ist die Punktmenge der Ebene lokalkompakt, dann besitzt diese eine abzählbare Umgebungsbasis.[17][18]

## Folgerungen aus topologischen Eigenschaften für den Koordinatenbereich
- (Ein Satz von Kolmogorow) Eine desarguessche, lokalkompakte, zusammenhängende topologische projektive Ebene ist zu {\displaystyle \mathbb {P} ^{2}(S)} stetig isomorph, wobei der Schiefkörper {\displaystyle S} entweder der Körper der reellen Zahlen, der Körper der komplexen Zahlen oder der Quaternionenschiefkörper ist.[1][19]
- Wenn in einer topologischen projektiven Ebene eine (und damit jede) der Punktreihen eine Mannigfaltigkeit ist, dann ist sie eine Moufangebene und stetig isomorph zu {\displaystyle \mathbb {P} ^{2}(C)}, wobei {\displaystyle C} einer der Schiefkörper aus der vorigen Aussage oder der Alternativkörper der (reellen) Oktonionen ist.[20][21]

In beiden Aussagen ist mit der Topologie auf {\displaystyle \mathbb {P} ^{2}(C)} diejenige gemeint, die von ihrem jeweiligen Koordinatenraum als reellem Vektorraum mit dessen gewöhnlicher Topologie induziert wird.

## Beispiele
- Jede projektive Ebene wird mit der diskreten Topologie auf ihrer Punkt- und Geradenmenge zu einer topologischen projektiven Ebene. Wie oben schon angemerkt, ist dies für endliche Ebenen die einzige mögliche Topologie.
- Die projektive Ebene {\displaystyle \mathbb {P} ^{2}(\mathbb {Q} )} über den rationalen Zahlen ist mit der durch die Ordnungstopologie von {\displaystyle \mathbb {Q} } in der affinen Ebene induzierten und auf deren projektiven Abschluss übertragbaren Topologie ein Beispiel einer topologischen Ebene, die nirgends zusammenhängend aber nicht diskret ist.